# Cărturești Carusel
Cărturești Carusel [kərtureʃti karusel] és una llibreria al carrer Lipscani 55 del nucli antic de Bucarest (Romania). Pertany a la cadena de llibreries romaneses Cărturești.
L'edifici que actualment alberga la llibreria va ser construït a principis del segle XX per la família de banquers Chrissoveloni. Durant les primeres dècades de la seva existència, l'edifici va allotjar la seu del Banc Chrissoveloni i, posteriorment, es va convertir en un magatzem general. Al final de la dècada de 1990 i principis de la dècada de 2000, l'edifici va caure en decadència fins al 2015, quan es va completar un projecte de rehabilitació, enfortiment i conversió de cinc anys.
Algunes fonts afirmen que el nom de la llibreria Cărturești Carusel significa "Carrusel de llum", però no és el cas. Cărturești no significa "llum". És el nom de la cadena de llibreries i probablement relacionat amb les paraules carta (que significa "llibre") i cărturar (que significa "home erudit" o "erudit").

## Galeria

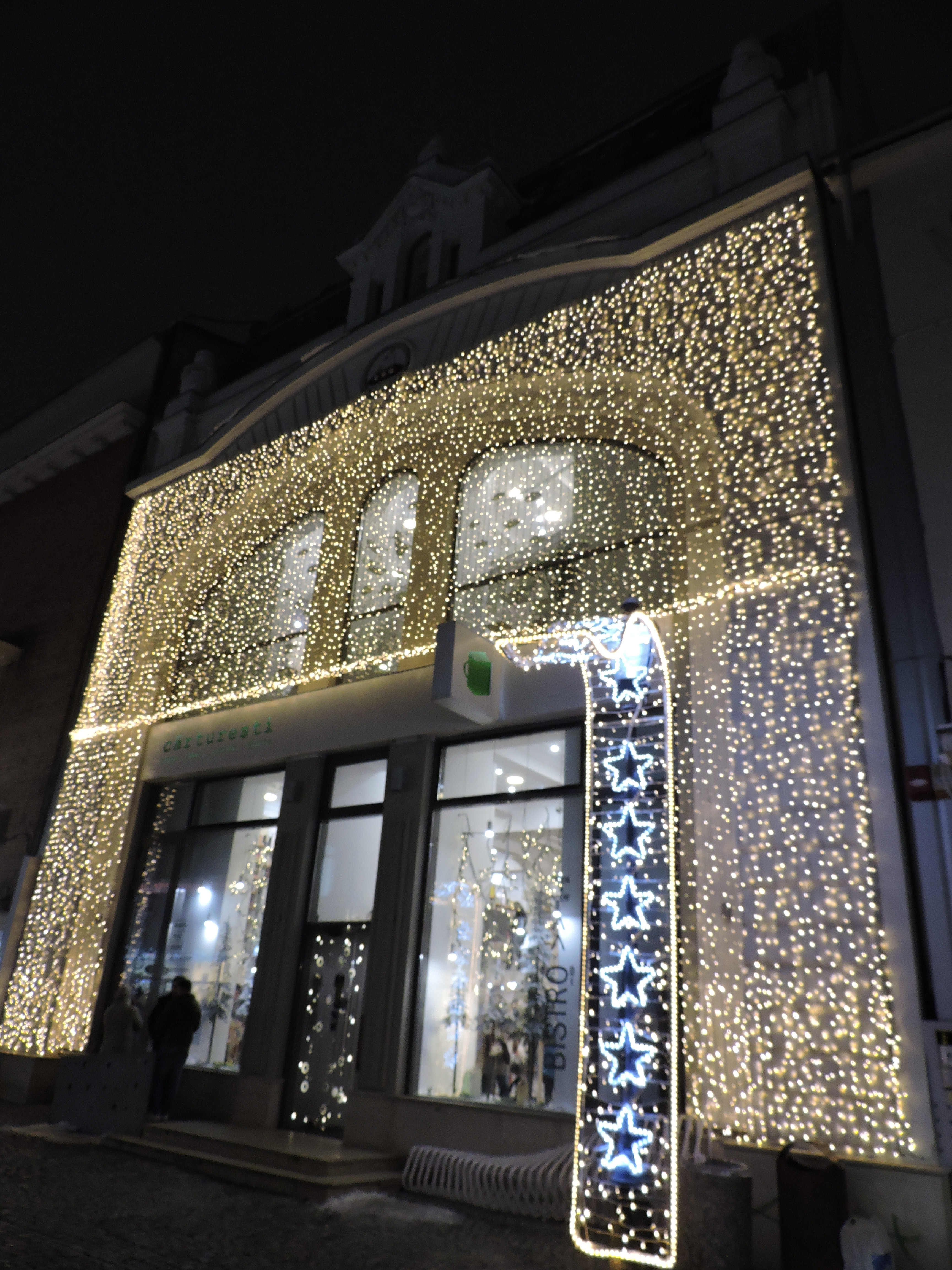
La façana el desembre del 2018
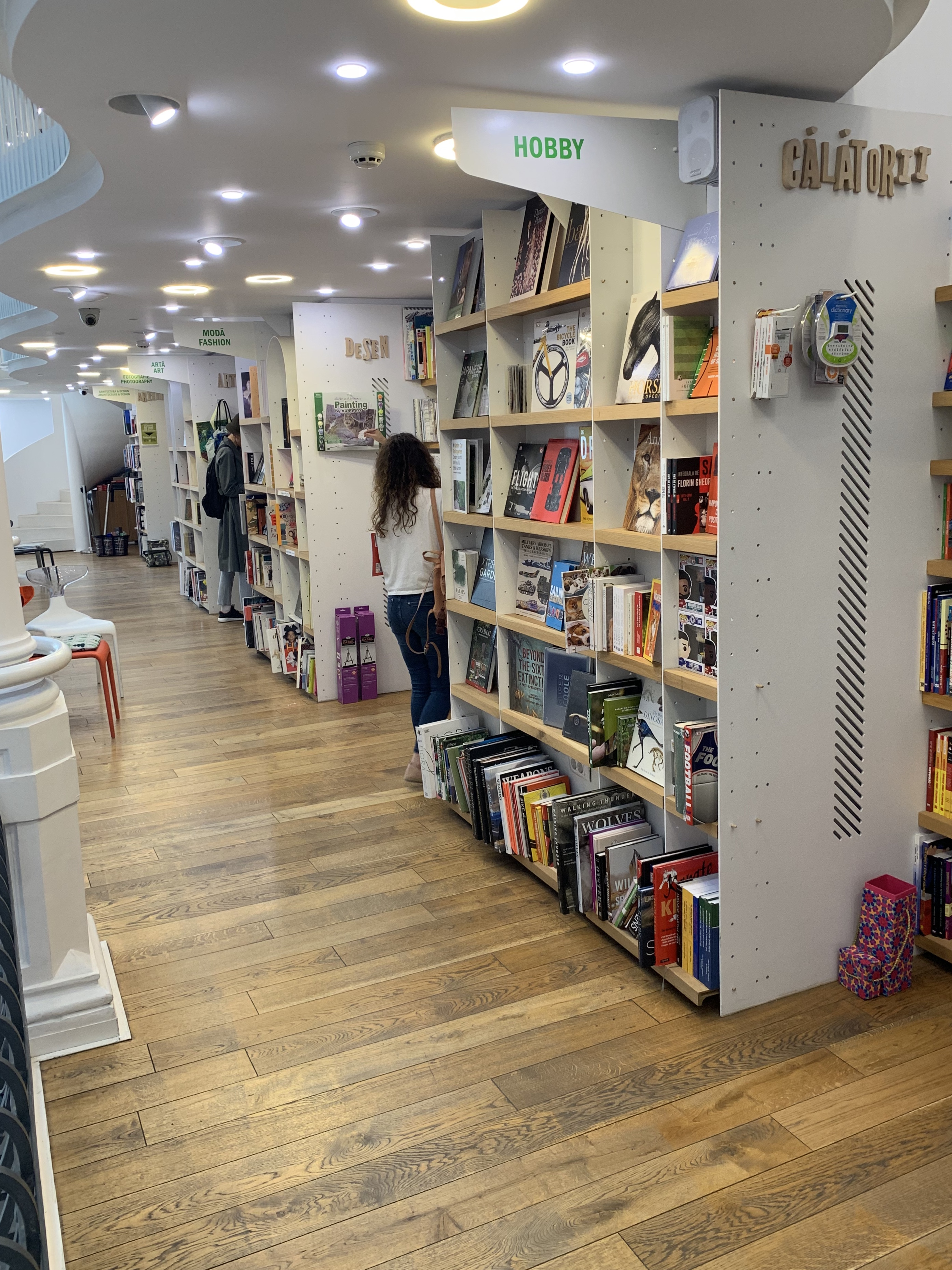
Prestatgeries a la 2a planta
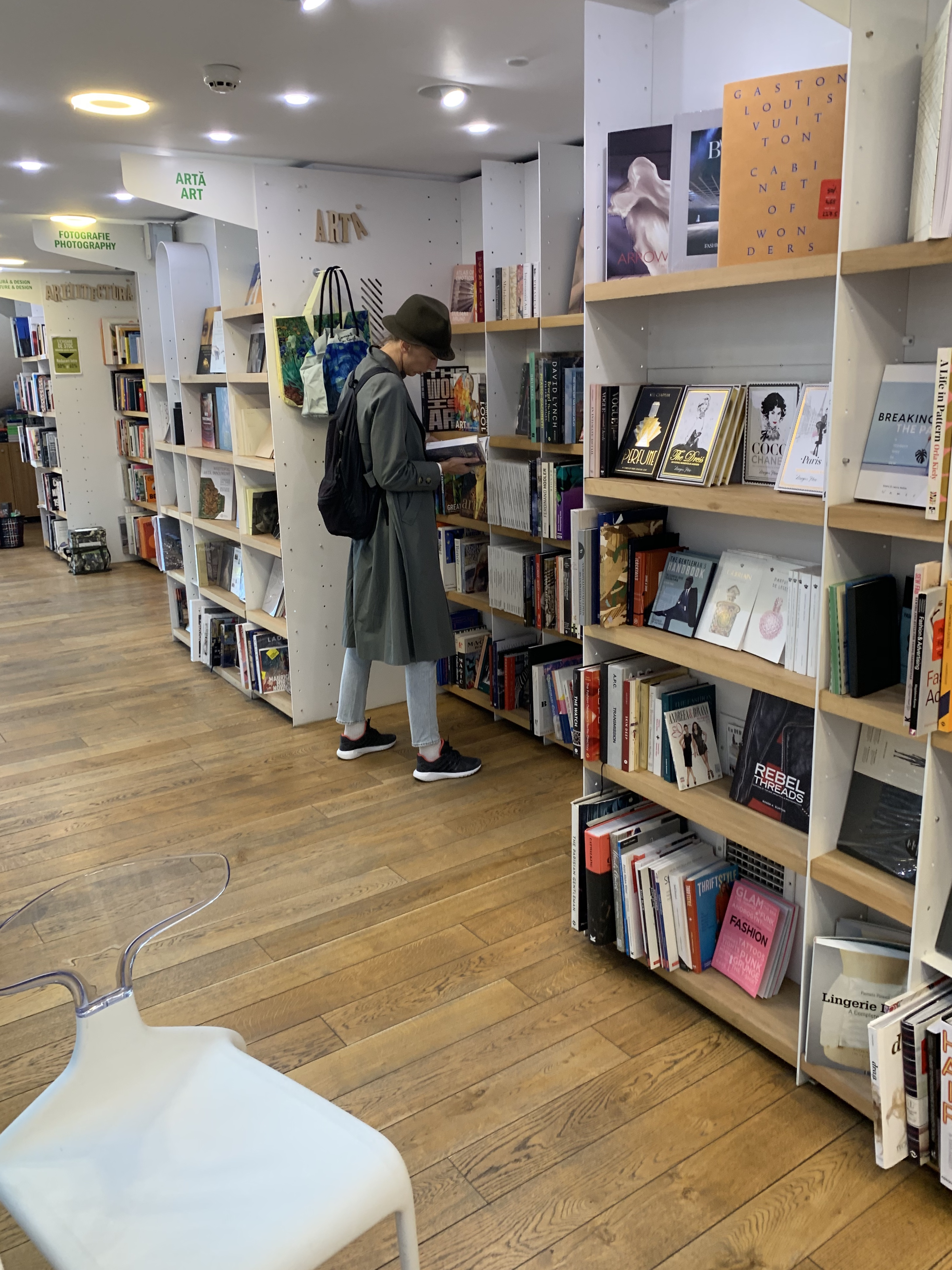
Prestatgeries a la 2a planta
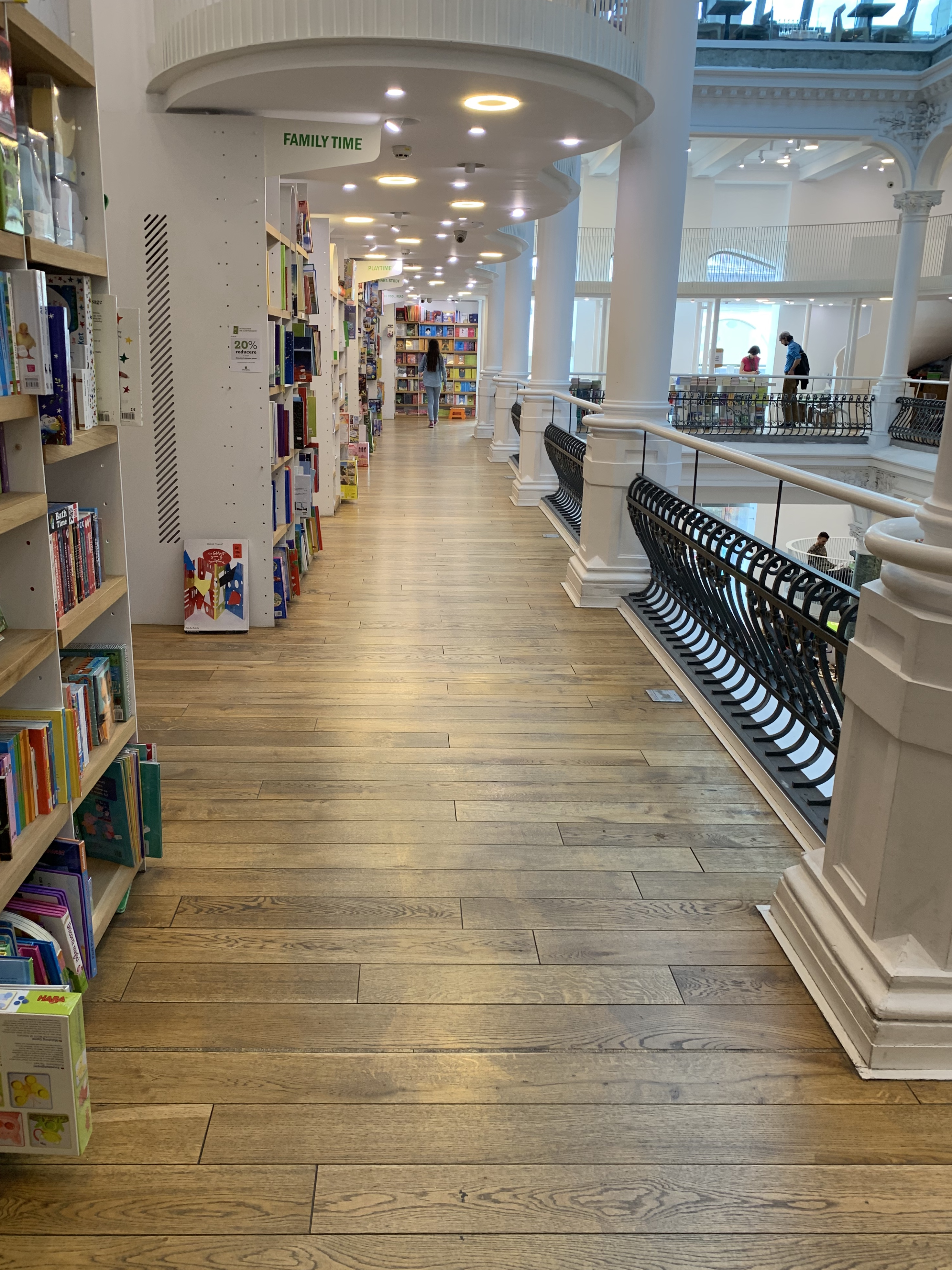
Part del 2n pis
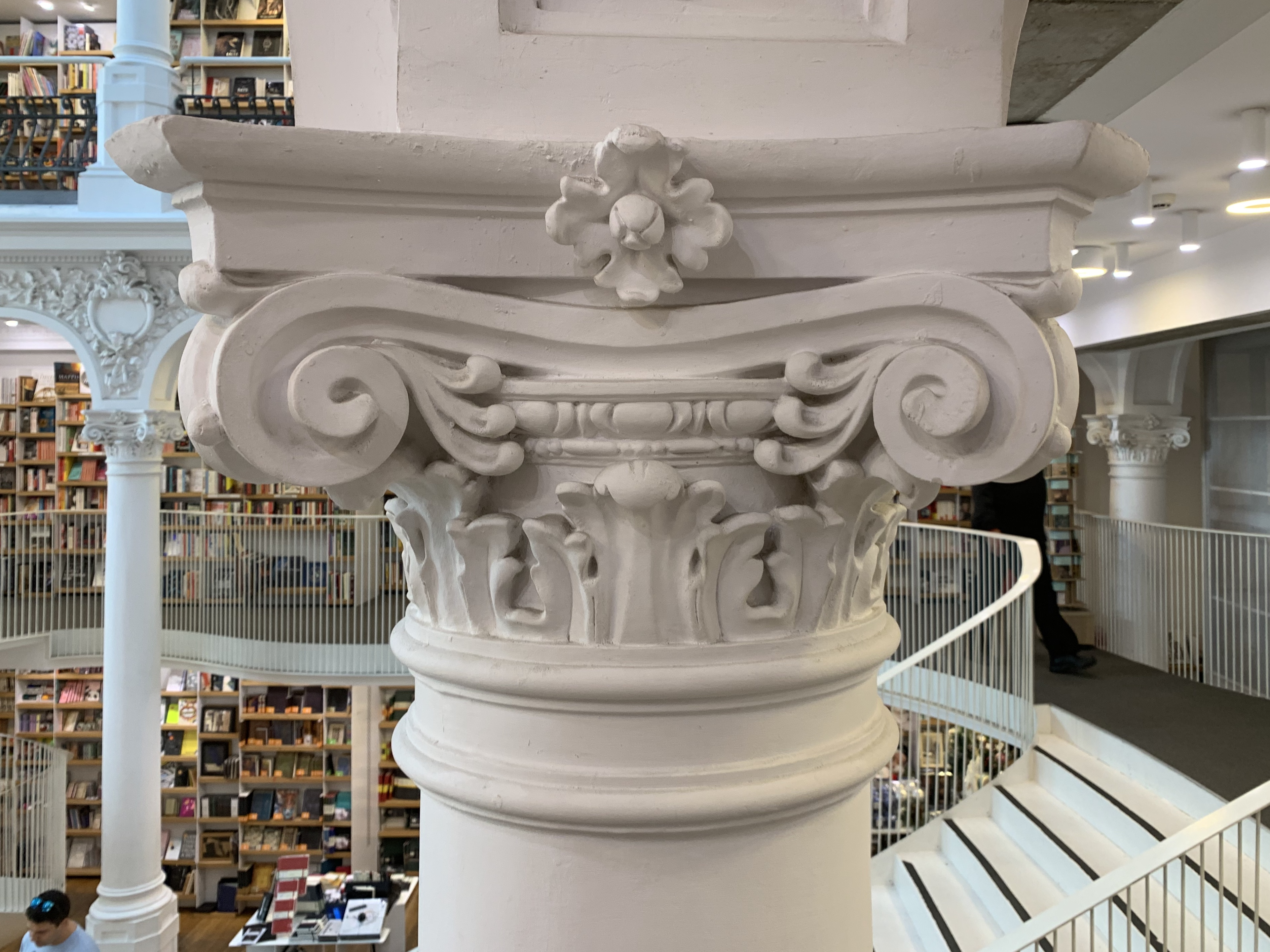
Compost de capital d'una columna
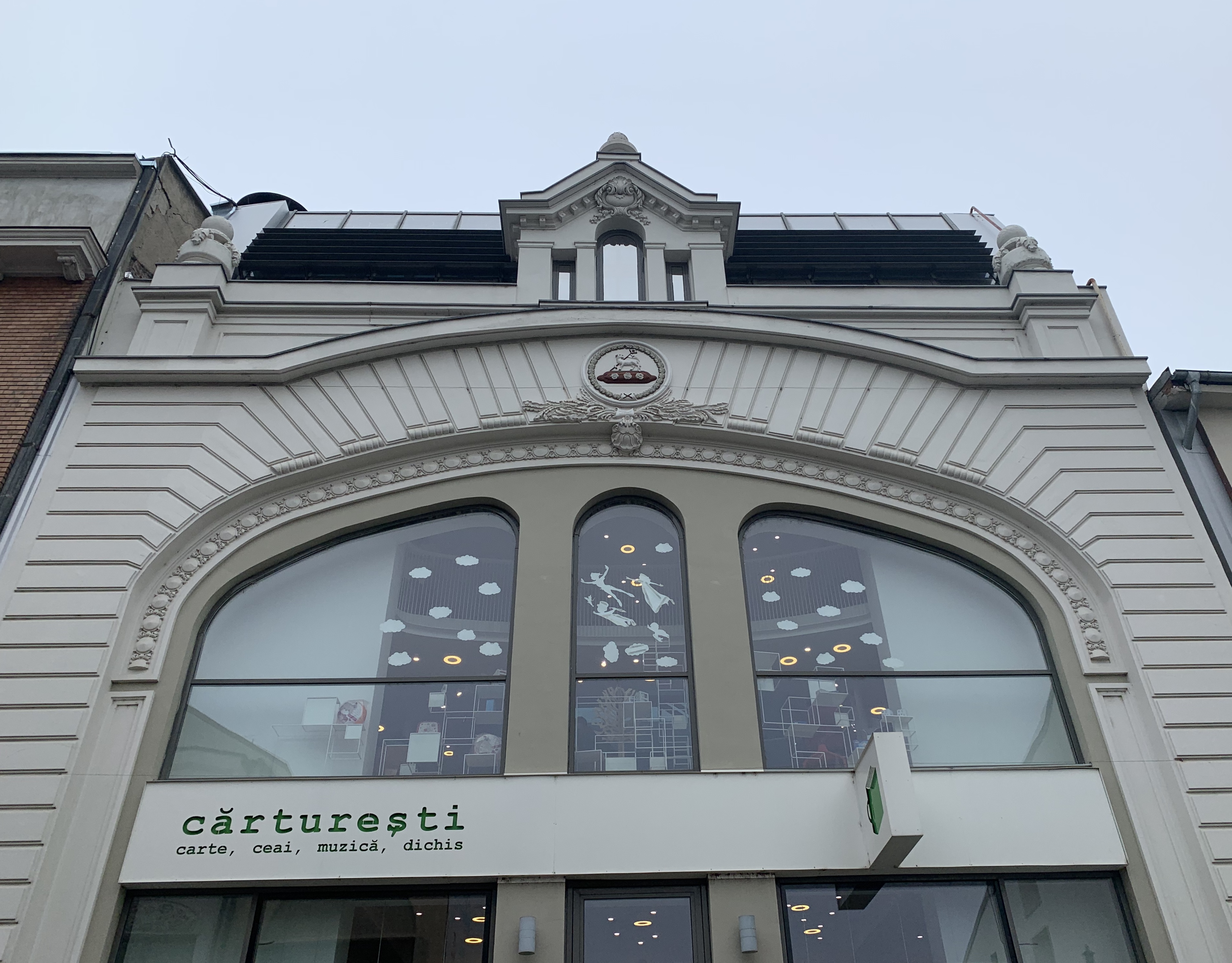
La part superior de la façana
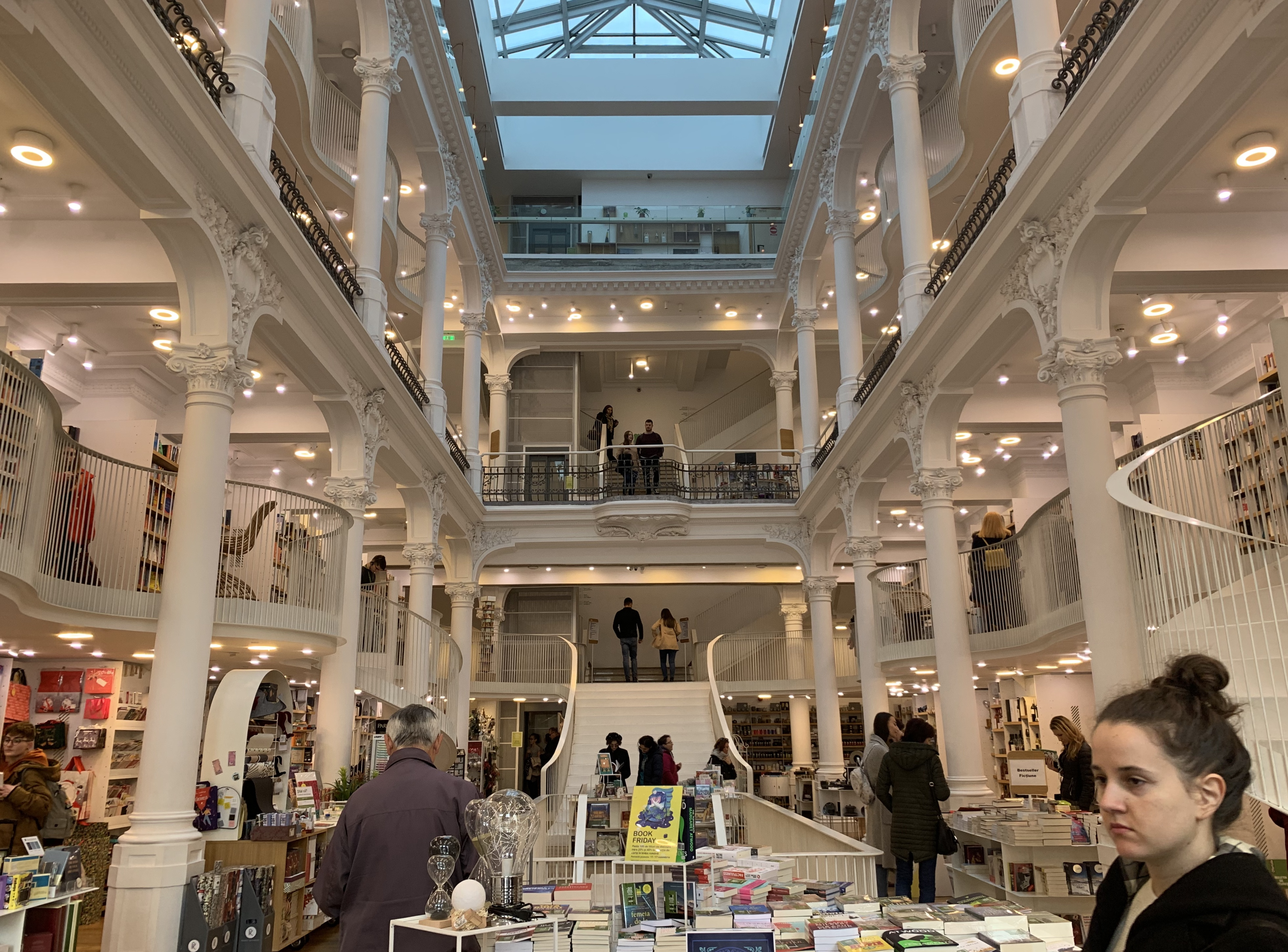
L'interior
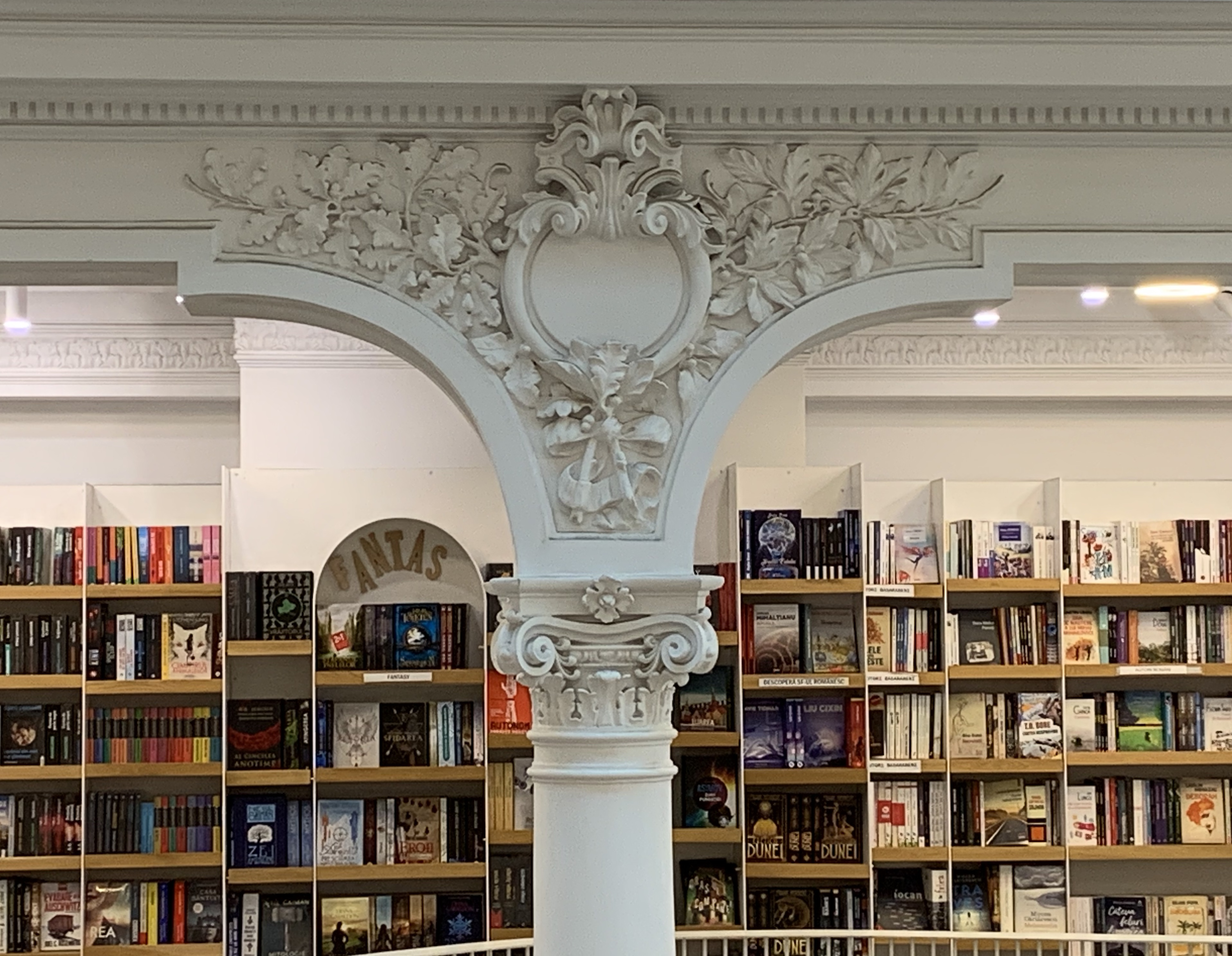
Estucs amb cartutx i fulles
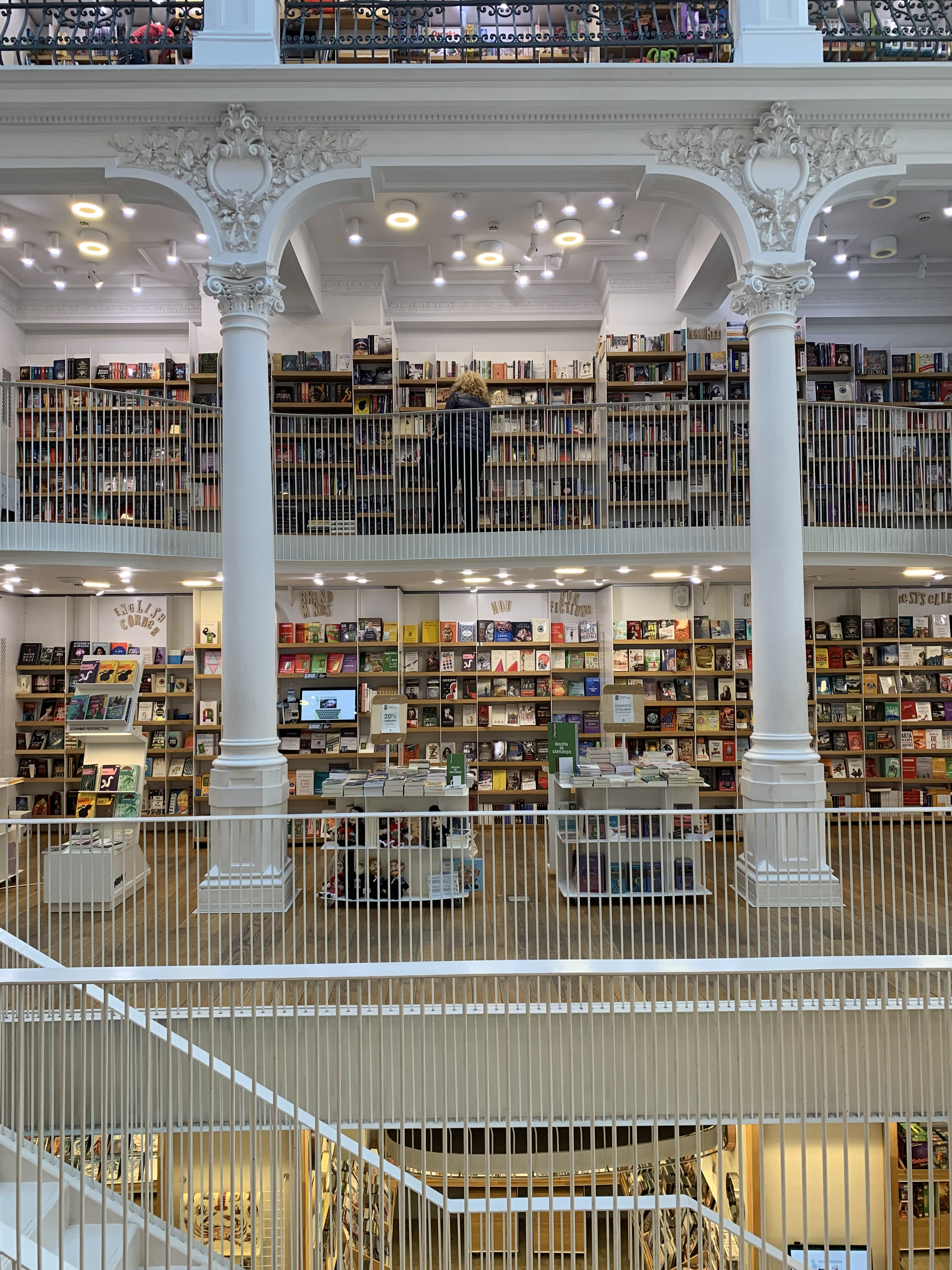
Columnes i l'escala al soterrani a la part inferior de la foto
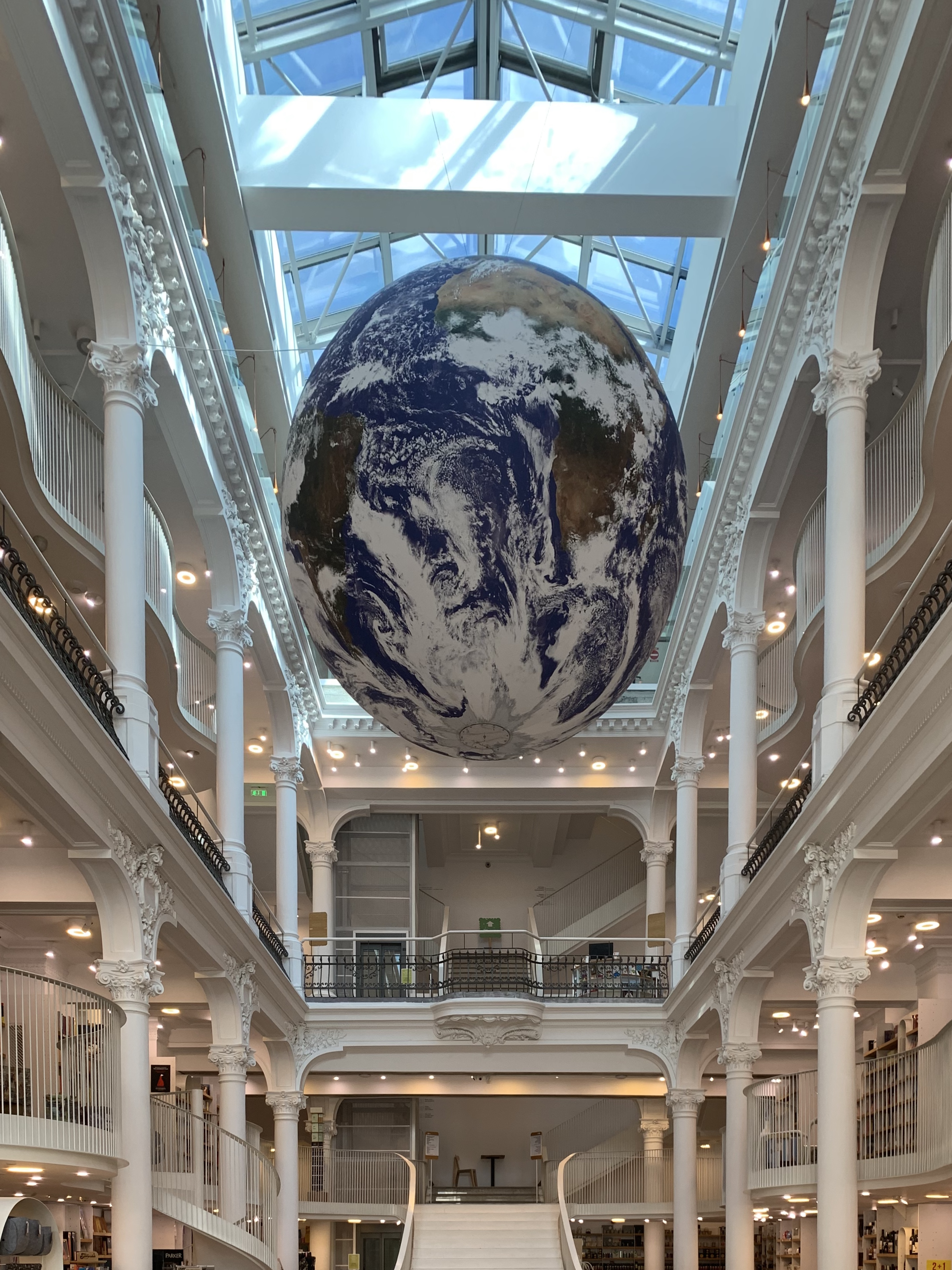
Globus terrestre exposat al setembre de 2019
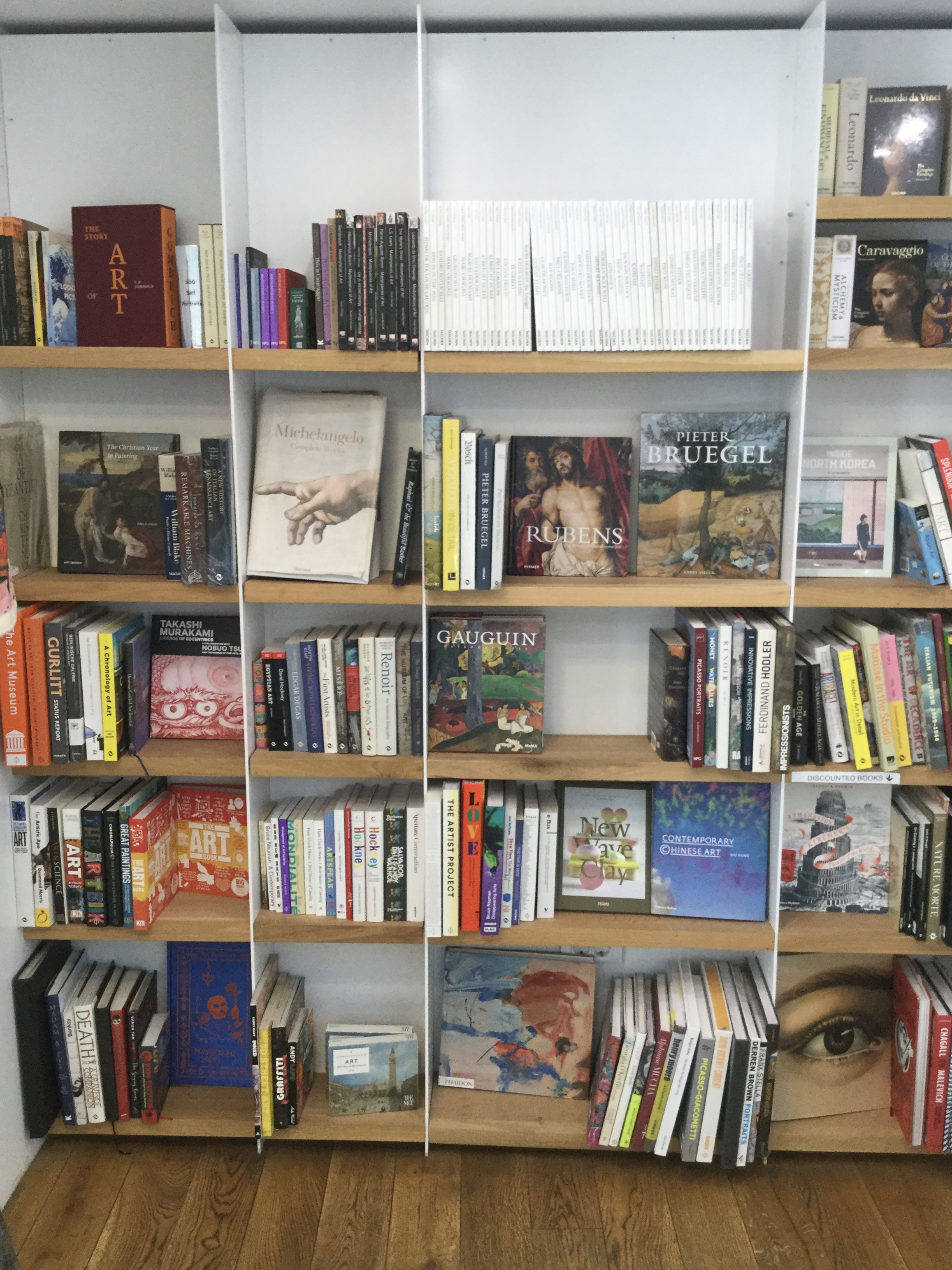
La prestatgeria amb llibres d'art i història de l'art a l'agost del 2018
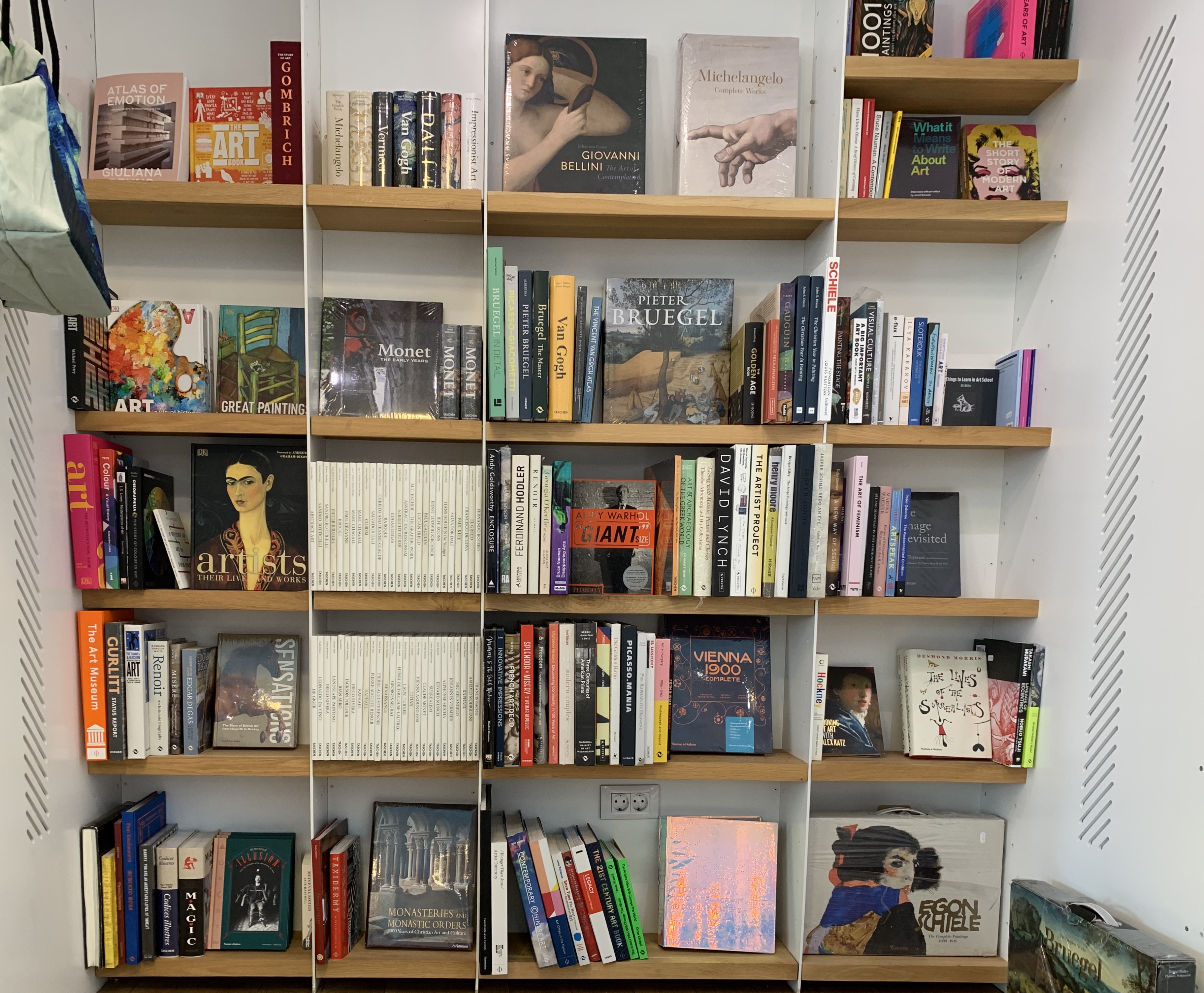
La mateixa prestatgeria a l'abril del 2019